# برج اونيبول
برج اونيبول (بالإيطالية: Torre Unipol)‏ هو ناطحة سحاب مكونة من 33 طابقًا تقع في فيا لارجا في بولونيا بإيطاليا. يصل ارتفاعه إلى حوالي 127 متر (417 قدم)، يعمل المبنى كمقر جديد لبنك اونيبول ويتضمن مساحات مكتبية وتجزئة في 13,000 متر مربع (140,000 قدم2) من المساحة الأرضية. اكتمل البناء في عام 2012.
تم تصميم برج اونيبول من قبل شركة أوبن بروجكت المعمارية في بولونيا،  ويضم العديد من الابتكارات البيئية التي حصلت على الشهادة الذهبية (LEED) المرموقة.
المبنى هو أطول مبنى في بولونيا وحالياً هو التاسع الأطول في إيطاليا. كان أعلى مبنى في بولونيا سابقًا هو عمارات تقع في فيا تشيليني بارتفاع 90 متر (300 قدم)،
يتضمن المشروع الرئيسي مركزًا تجاريًا به مركز لياقة بدنية وسينما وفندقًا فاخرًا قيد الإنشاء حاليًا.